# Тарновський Григорій Степанович
Тарно́вський Григо́рій Степа́нович (1788—1853) — український шляхтич і меценат—донатор для митців, син П. А. Почеки-Тарновської від першого шлюбу, який у 1824 році успадкував садибу Качанівка після смерті матері.
Мав чин камер-юнкера імператорського двору. Більшу частину життя прожив у Санкт-Петербурзі. Серед його друзів були Т. Шевченко, В. Жуковський, К.Брюллов, С. Гулак-Артемовський, М. Глинка, В. Забіла.
Хоча Тарновський був людиною малоосвіченою, він був власником величезної бібліотеки й картинної галереї, був членом Імператорського товариства заохочення мистецтв. Григорій Тарновський був визначним меценатом, покровителем художника В. І. Штернберга. В 1842 році Тарас Шевченко подарував Тарновському одну з найкращих своїх картин — «Катерину».
Г. С. Тарновський у цілому завершив формування палацо-паркового ансамблю в Качанівці, кінцевий вигляд отримала садиба, сформувався парк. Помер бездітним, його маєтки дістались у спадщину небіжу Василю Васильовичу.
Дружина — Ганна Дмитріївна Тарновська.